# Johanne Blouin

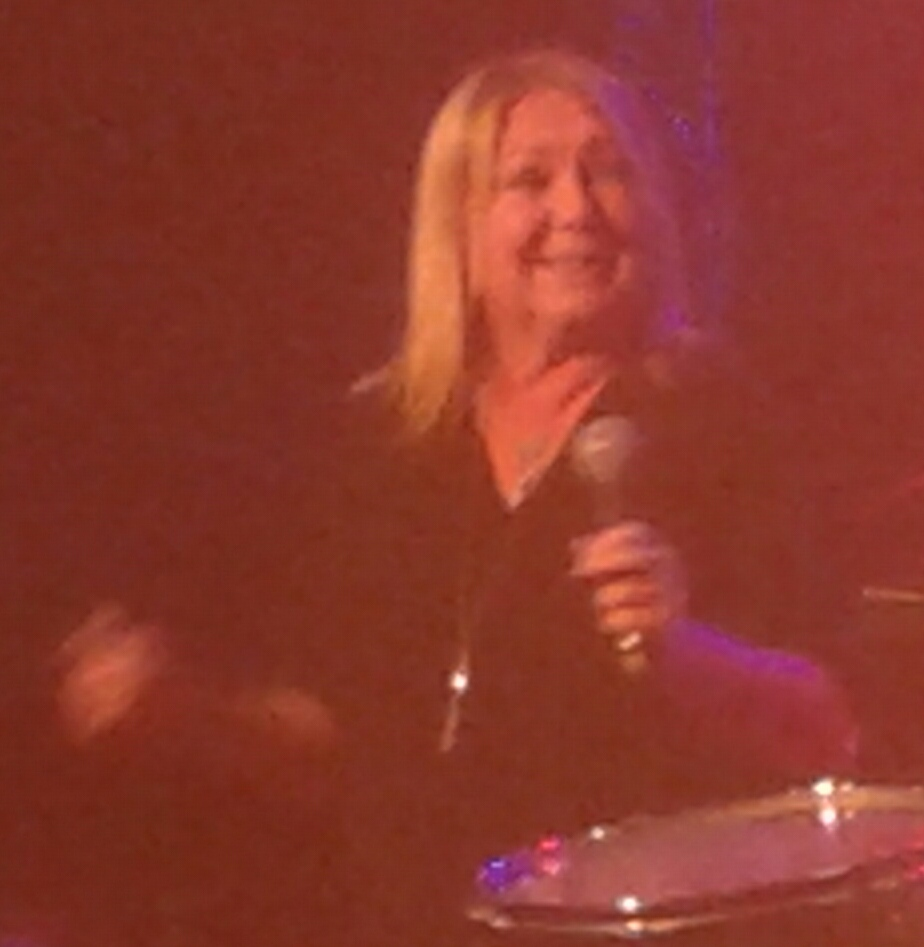

Johanne Blouin (Saint-Hyacinthe, 19 september 1955), is een Canadese zangeres en componiste.

## Discografie
- 1985 : Joey Sullivan (Vamp) 110
- 1988 : Merci Félix (Les Productions Guy Cloutier) PGC-904, PGC-CD-904, PGC-4-904
- 1989 : Johanne Blouin (Les Productions Guy Cloutier) PGC-910, PGC-CD-910, PGC-4-910
- 1990 : Sainte Nuit (Les Productions Guy Cloutier) PGC-CD-914, PGC-4-914
- 1992 : Entre l'amour et la guerre (Les Productions Guy Cloutier) PGC-CD-922, PGC-4-922
- 1993 : Au nom de l'amour (Collectif) (Disques Fondation Au nom de l'amour) ANL-CD-2-666
- 1993 : Souviens-moi (L'Étoile du Nord) JBCD-9800 (064027980028), JB4-9800 (064027980042)
- 1994 : Johanne Blouin chante Noël (L'Étoile du Nord) JBCD-9801 (064027980127), JB4-9801
- 1995 : Elle le dira (L'Étoile du Nord) JBCD-9802 (064027980226)
- 1996 : De Félix à Aujourd'hui (Compilation) (Les Productions Guy Cloutier) PGC-CD-992
- 1997 : Noëls d'espoir (L'Étoile du Nord) JBCD-9803 (064027980325), JB4-9803 (Réalisé avec Michel Legrand)
- 1998 : Que veux tu que j'te dise ? (Album Hommage à Jean-Pierre Ferland) (L'Étoile du Nord) JBCD-9804 (064027980424), JB4-9804
- 1998 : Coffret Noël (2 CD) (L'Étoile du Nord) JBCD-9805 (064027980523)
- 2000 : Everything Must Change (Justin Time Records) JUST 141-2, JUST 141-4
- 2004 : Until I Met You (Justin Time Records) JUST 207-2
- 2005 : Roses Roses (Rose Drummond inc.) JBRD-1
- 2005 : Roses Rouges (Rose Drummond inc.) JBRD-2
- 2006 : Noël avec Johanne Blouin (Zone 3) ZCD-1070